# Ламоннуа, Бернар де
Бернар де Ламоннуа (фр. Bernard de La Monnoye; 15 июня 1641, Дижон — 15 октября 1728, Париж) — французский юрист , поэт, филолог, литературный критик, член Французской академии (кресло № 30, 1713—1728).
Наиболее известен своими бургундскими ноэлями (Noei Borguignon).

## Биография
Окончил иезуитский колледж в Дижоне, где изучал гуманитарные науки, затем — право в университете Орлеана. С 1662 года — юрист в дижонском парламенте. Служил советником в финансовом суде (1672—1696). Не склонный к этой работе, он, используя своё здоровье как предлог, оставил адвокатуру и полностью посвятил себя литературному искусству.
Писал стихи, за которые трижды награждался премией Французской академии (1671—1683) и которые хвалили Шарль Перро и Вольтер. Был первым, получившим поэтическую премию Французской академии.
В 1687 году стал членом-корреспондентом Академии наук и искусств Галилея в Падуе (Accademia galileiana di scienze, lettere ed arti).
Около 1700 года соревновался с Эме Пироном (1640—1727), отцом Алексиса Пирона в написании стихов о библейской рождественской истории, так называемых ноэлей (рождественские гимны), на бургундском диалекте его родины и победил соперника. В обращении к народу установил литературность бургундского диалекта во Франции.
Среди его лучших сочинений того времени — несколько загадок в форме сонета, некоторые из которых считаются лучшими, чем что-либо подобное, существовавшее в то время; три перевода текстов о бургундском вине, шампанском вине и сидре. Под псевдонимом Gui Barozai Noei borguignon написал «Тринадцать рождественских гимнов» (ноэлей) (1700), сборник гимнов на бургундском языке, за которыми позже в том же году последовал Noei tô nôvea (Шестнадцать рождественских гимнов). Эти песни на простом языке стали чрезвычайно популярными.
Некоторые священники видели в его сочинениях скрытую насмешку над Библией, и вопрос дошёл до того, что был представлен комиссии профессоров Сорбонны, которые предусмотрительно уклонились от обсуждения. Другие оспаривали мастерство де Ламоннуа в бургундском диалекте, что побудило его написать глоссарий самых сложных терминов.
В его сочинениях часто присутствует отстранённый, сатирический взгляд на окружающее, так что выбор языка можно понимать и как уловку против существующей цензуры, которой он подвергался.
В 1707 году, в возрасте 66 лет, Бернар де Ламоннуа отправился в Париж, где произвел впечатление провинциала с широким кругозором. В течение нескольких лет отклонял приглашения вступить во Французскую академию, но в конце концов был принят единогласным голосованием в 1713 году во Французскую академию (кресло № 30).

## Избранные сочинения
- Noël bourguignons de Gui Barozai, ai Dioni (Dijon), (1720)
- Menagiana (1715), 4 т.
- Des Observations sur le Cymbalum mundi et sur les Contes de Bonaventure Desperriers
- Remarques sur le Poggiana of Pierre Lenfant, (1722).
- Préface et des Notes sur les Nuits of Straparole.
- Deux Préfaces pour la Pancharis of Jean Bonnefons
- Notes sur la Bibliothèque choisie et sur les Opuscules de Colomiès.
- Dissertation sur le Passavant of Théodore de Bèze .